# Palazzo della Farnesina
Der Palazzo della Farnesina ist ein Verwaltungsgebäude im römischen Quartier XV Della Vittoria.

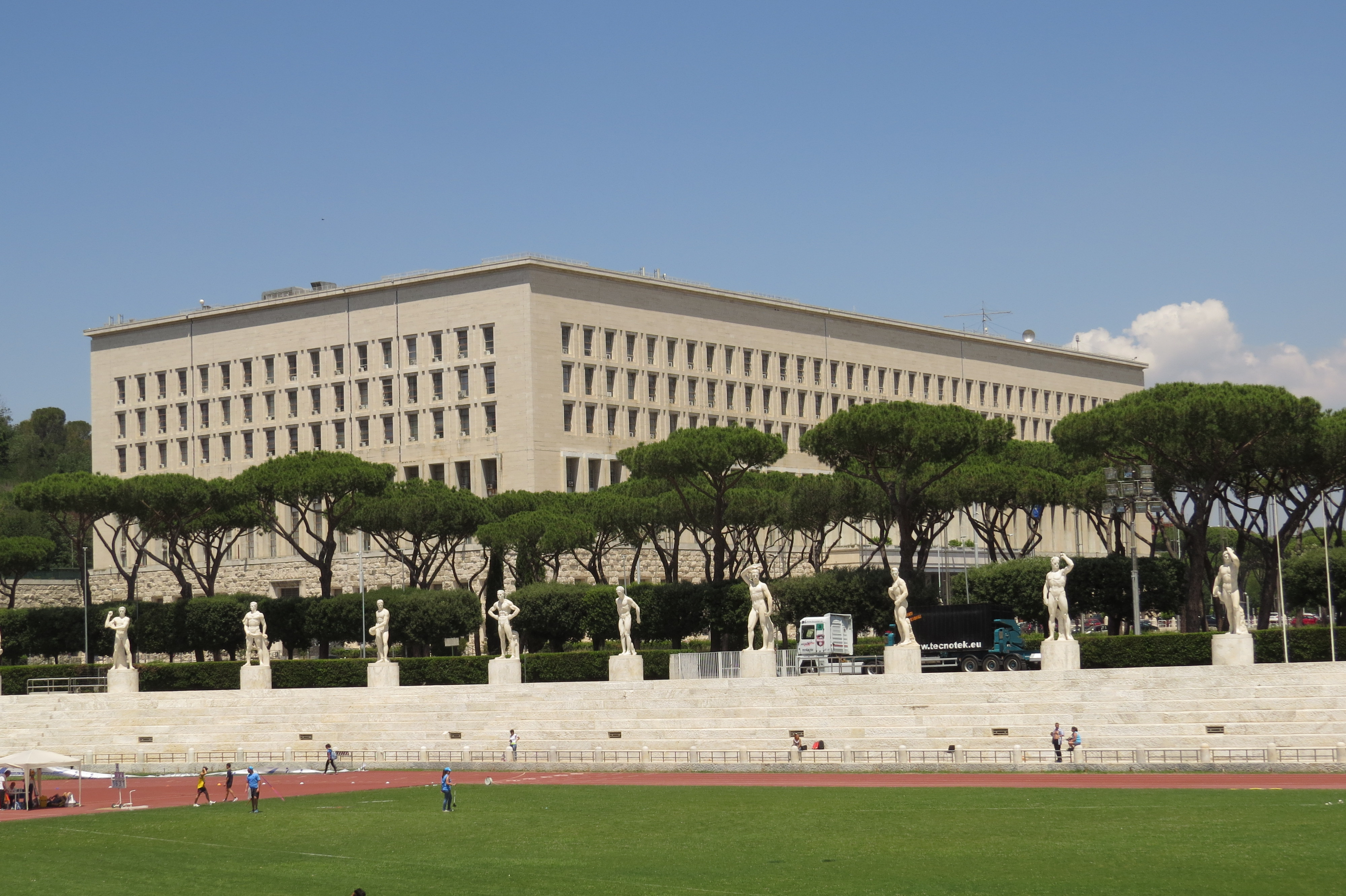
Foro Italico: Palazzo della Farnesina, im Vordergrund das Stadio dei Marmi (Del Debbio, 1928–32)

Der neunstöckige Bau wurde 1935 von den Architekten Enrico Del Debbio, Arnaldo Foschini und V. Ballio Morpurgo als Parteizentrale des Partito Nazionale Fascista, der italienischen faschistischen Partei, als Palazzo del Littorio entworfen. Der Baubeginn fand noch vor dem Zweiten Weltkrieg statt, die Fertigstellung erfolgte aber erst 1956. Das monumentale Gebäude befindet sich in unmittelbarer Nachbarschaft zum Foro Italico (ehemals Foro Mussolini) zwischen dem Monte Mario und dem Tiber.
Die mit Römischem Travertin aus Tivoli verkleidete Außenarchitektur des Palazzo ist nicht dem Razionalismo Giuseppe Terragnis verpflichtet, sondern befriedigt mit ihrer 169 Meter langen, streng parataktisch gegliederten Lochfassade das verbreitete Stereotyp faschistischer Herrschaftsarchitektur. Mit mehr als 1300 Zimmern handelt es sich um eines der größten Gebäude Italiens.
1959 wurde der Palazzo della Farnesina Sitz des italienischen Außenministeriums. Aus diesem Grund wird der Begriff „Farnesina“ heute auch für das Ministerium selbst verwendet, er bezieht sich auf den Standort des Gebäudes, der früher den Farnese gehörte.